# Megawati Sukarnoputri
Megawati Sukarnoputri (Yogyakarta, 23. siječnja 1947.), indonezijska političarka, predsjednica Indonezije od 23. srpnja 2001. do 20. listopada 2004. godine.

## Životopis

### Rani život
Megawati Sukarnoputri rođena je 1947. godine u Yogyakarti, kao kćerka Sukarna i Fatmavati, jedne od njegovih devet supruga. Bila je Sukarnovo drugo dijete i prva kćerka. Imala je 19 godina kada je Sukarno izgubio utjecaj u državi 1966. godine, te ga je postupno izgurao i zamijenio general Suharto. Obitelj Sukarno je nakon toga uglavnom marginalizirana i nije sudjelovala u politici. Megawati je upisala poljoprivredu na Sveučilištu Padjadjaran u Bandungu, ali je odustala 1967. godine, što se poklopilo s odlaskom s vlasti njenog oca. Godine 1970., Sukarno je umro, a ona je upisala psihologiju na Sveučilištu u Jakarti da bi nakon dvije godine odustala u konzultativnoj skupštini.

### Politička karijera
Suharto je tek 1986. godine rehabilitirao Sukarna, proglasivši ga herojem Indonezije; ceremoniji je prisustvovala i Megawati. Rehabilitacija Sukarna omogućila je indonezijskoj demokratskoj stranci da na predstojećim parlamentarnim izborima 1987. godine igra na kartu nostalgije za Sukarnom. Megawati, koja je do tada sebe vidjela samo kao domaćicu, učlanila se u IDP i uključila se u kampanju za zastupničko mjesto u indonezijskom parlamentu (Narodno predstavničko vijeće). IDP je prihvatila Megawati, kao Sukarnovu kćer, radi poboljšanja popularnosti. Ubrzo je njezina slava Sukarnove kćeri nadmašila njezine govorničke sposobnosti, te je bivala sve popularnija. Iako je IDP na izborima završila posljednja, Megawati je dobila zastupničko mjesto u parlamentu. Automatski je dobila i mjesto u Narodnoj konzultativnoj skupštini.

### Predsjednica IDP
Megawati na sljedećim izborima nije izabrana, ali je i dalje ostala članica IDP. Prosinca 1993. godine održan je kongres IDP. Megawati je bila jedna od tri kandidata koji su se natjecali za mjesto predsjednika stranke; pobijedila je s velikom većinom glasova, tako da je održavanje kongresa bilo samo formalnost. Suhartova vlada nije pozitivno gledala na njezinu rastuću popularnost. Unatoč nedostatku iskustva u politici, uživala je masovnu potporu kao Sukarnova kćer, nezahvaćena korupcijom i posjedovala mnogo vrlina. Pod njenim vodstvom, IDP je stekla veliku potporu među gradskom sirotinjom, te urbanom i ruralnom srednjom klasom.
Vlada je isprva odbijala priznati Megawatinu pobjedu, te je 1996. godine održala Posebni nacionalni kongres u Medanu, na kojem je za šefa IDP izabran njen bivši predsjednik Suryadi. Članstvo stranke ubrzo se podijelilo na pro-Megawati i anti-Megawati tabore. Suryadi je zaprtetio da će silom zauzeti sjedište stranke u Jakarti, što se i dogodilo 27. srpnja 1996. godine. Suryadijevi ljudi su (uz pomoć vlade) napali stožer IDP i ušli u okršaj s Megawatinim pristašama. U borbama koje su uslijedile, Megawatini ljudi zadržali su nadzor nad zgradom stožera IDP. Vlada se ubrzo nakon toga raspala, što je potaknulo na opće nerede. Vlada je kasnije za nerede optužila Narodnu demokratsku stranku, koja je zatim otkazala potporu Megawatinoj frakciji i priznala Suryadijevo vodstvo u IDP-u. Njoj je bilo zabranjeno sudjelovati na parlamentarnim izborima koji je trebalo da se održe 1997. godine.
Iako se ovo isprva učinilo kao njezin politički poraz, Megawati je bila moralna pobjednica i njena popularnost je nastavila rasti. Kako se približavalo vrijeme izbora, Megavati i njezini pristaše stali su iza Ujedinjene stranke razvoja, jedne od odobrenih oporbenih stranaka.

### Političke promjene
Sredinom 1997. godine, Indoneziju je zahvatila tzv. istočnoazijska ekonomska kriza i negativno utjecala na njenu privredu. Do kraja siječnja 1998. godine, rupija je iznosila 18.000 nasuprot jednog dolara, dok je u prosincu odnos bio 4.000: 1. Rastući gnjev javnosti i stalan problem raširene korupcije prisilili su Suharta podnijeti ostavku nakon više od 30 godina vladavine; privremeno ga je naslijedio dotadašnji potpredsjednik B. J. Habibie. Sankcije protiv Megawati su uklonjene i ona je počela raditi na konsolidaciji svog političkog utjecaja. Listopada 1998. godine, njezina frakcija održala je Nacionalni kongres i od tada je poznata pod imenom Indonezijska demokratska stranka - borba. Megawati je izabrana za predsjednicu nove stranke i predstavljena kao njezin kandidat za predstojeće izbore.
IDP-B je, zajedno sa Strankom nacionalnog buđenja (PNB) Abdurrahmana Wahida i Strankom nacionalnog mandata (PNM) Amiena Raisa, bila vodeća reformska snaga u zemlji. Unatoč njihovoj popularnosti, trojka je zauzela umjeren stav i odlučila pričekati s promjenama nakon parlamentarnih izbora 1999. godine. Lipnja 1999. godine, održani su izbori i na njima je IDP-B izašla kao stranka s najviše osvojenih glasova, 33%.
Nakon pobjede IDP-B na izborima, ojačala je i Megawatina ambicija da se kandidira za predsjednicu države. Islamisti, na čelu sa Strankom ujedinjenog razvoja, bili su protiv toga da na čelu države bude žena. Tijekom priprema za generalno zasjedanje Narodne konzultativne skupštine za 1999. godinu, IDP-B formirala je labavu koaliciju s PNB. Činilo se da će njezin glavni protukandidat biti donedavni potpredsjednik Habibie, ali je krajem lipnja Amien iz PNM formirao koaliciju islamističkih stranaka, Središnja osovina. Tako su se predsjednički izbori pretvorili u natjecanje troje kandidata.
Habibie se u međuvremenu povukao iz predsjedničke utrke. Na predsjedničkim izborima, održanima 20. listopada 1999. godine natjecali su se Megawati i Wahid. Megawati je u početku vodila, ali je naposljetku izgubila s osvojenih 313 glasova od strane članova Narodne konzultativne skupštine, dok je Wahid dobio 373 glasa. Poraz koji je pretrpjela Megawati izazvao je njezine pristaše na pobunu. Neredi su izbili na Javi i Baliju. Narodna konzultativna skupština naredni se dan sastala kako bi izabrala potpredsjednika. Dva kandidata, Akbar Tanjung i general Wiranto, povukli su se iz natjecanja, svjesni mogućnosti da se neredi još više razbuktaju. Treći, Hamzah Haz, ostao je u utrci, ali ga je Megawati pobijedila s osvojenih 396 naspram njegova 284 glasa. Tijekom inauguracijskog govora, pozvala je na smirivanje nareda.

### Potpredsjedništvo
Kao potpredsjednica, Megawati je posjedovala velik autoritet zahvaljujući njenoj dosljednosti i brojnim vrlinama znakova. Wahid ju je uputio na rješavanje sukoba i nemira u ambon (2000. – 2002.), ali nije postigla puno uspjeha u smirivanju stanja. Prvi kongres IDP-B održan je u Semarangu, središnja Java, travnja 2000. godine i na njemu je Megawati izbrana na još jedan mandat predsjednice stranke.
Učvrstila je svoju poziciju unutar stranke, obračunavši se s potencijalnim novim liderima. Jedan od njih, Eros Djarot, protumačio je njene poteze kao postupnu izgradnju kulta ličnosti unutar stranke, pa je izašao iz njenog članstva i osnovao vlastitu stranku. Iako je Wahid u novoj vladi viđen kao slab predsjednik, Megawati nije potkopavala njegov autoritet; održavali su dobre odnose. Međutim, od 2001. godine počela se udaljava od Wahida i sve više isticala želju da se kandidira za predsjednicu na sljedećim izborima.

### Predsjedništvo
Narodna konzultativna skupština uklonila je Wahida s mjesta predsjednika 23. srpnja 2001. godine, te je Megawati istog dana položila prisegu. Tako je postala peta žena koja je bila na čelu neke muslimanske nacije (nakon Benazir Buto u Pakistanu, Tansu Çiller u Turskoj, Khalede Zije i Hasine Wajed u Bangladešu).
Dolazak na vlast ikone oporbe protiv Suhartovog režima isprva je oduševljeno pozdravljen, ali je uskoro postalo očito da je njezina vladavina obilježena neodlučnošću te nedostatkom jasne političke vizije. Dobra strana njezine vladavine bio je polagan napredak reformi i izbjegavanje sukoba u korist stabilizacije demokracije i odnosa između sudske i izvršne vlasti te vojske.
Natjecala se na predsjedničkim izborima 2004. godine za još jedan mandat (ovi izbori su bili posebni po tome što su bili prvi neposredni izbori za predsjednika), nadajući se da će biti prva žena muslmanske nacije izabrana neposredno od naroda, ali to se nije dogodilo. U drugom krugu, održanom 20. rujna 2004. godine, pobijedio ju je Susilo Bambang Yudhoyono sa 61% osvojenih glasova. Nije sudjelovala na njegovoj ceremoniji polaganja zakletve i nikad mu nije čestitala na pobjedi.

### Kasniji izbori
Ponovno se natjecala na predsjedničkim izborima 2009. godine, ali je završila na drugom mjestu s 26,79 posto glasova pred Yudhoyonom. Dnevno glasilo Jakarta Post objavilo je 27. prosinca 2012. godine da bi stranke Megawati i Yudhoyonoa mogle zajednički izaći na sljedećim parlamentarnim izborima koji bi trebalo da se održe 2014. godine.

## Obitelj
Megawatin prvi suprug, poručnik Surendro Supjarso, poginuo je u avionskoj nesreći na Papuiju 1970. godine. Godine 1972., udala se za Hassana Gamala Ahmeda Hassana, egipatskog diplomatu. Brak je raskinut ubrzo nakon njegova sklapanja. Zatim je bila u braku s Taufiqom Kiemasom, koji je umro u lipnju 2013. godine. Prije Taufiqa je imala dvoje djece (Mohammad Rizki Pratama i Muhammad Prananda Prabowo), a iz braka s Taufiqom jedno dijete (Puan Maharani).

## Etimologija imena
"Sukarnoputri"  znači "Sukarnova kći". Ime Megawati ili samo Mega znači oblačna jer je na dan njenog rođenja padala kiša.

## Vanjske poveznice
- "Most Powerful Women 2004 #8 Megawati Sukarnoputri." Forbes.
- Karon, Tony. "The Princess Who Settled for the Presidency  Arhivirana inačica izvorne stranice od 23. kolovoza 2013. (Wayback Machine)." TIME Magazine. Friday July 27, 2001.
- Biography of Megawati Soekarnoputri at SekolahVirtual  Arhivirana inačica izvorne stranice od 26. ožujka 2010. (Wayback Machine)